# Vitinho (calciatore aprile 1999)
Vitor Hugo Naum dos Santos, noto semplicemente come Vitinho (São José dos Campos, 1º aprile 1999), è un calciatore brasiliano, attaccante dell'Internacional in prestito dalla Dinamo Kiev.

## Caratteristiche tecniche
È una seconda punta.

## Carriera
Cresciuto nel settore giovanile dell'Athl. Paranaense, ha esordito in prima squadra il 15 febbraio 2018 disputando l'incontro del Campionato Paranaense pareggiato 0-0 contro il Foz do Iguaçu.

## Statistiche
Statistiche aggiornate al 1º giugno 2025.

### Presenze e reti nei club
| Stagione                | Squadra                 | Campionato              | Campionato | Campionato | Coppe nazionali | Coppe nazionali | Coppe nazionali | Coppe continentali | Coppe continentali | Coppe continentali | Altre coppe | Altre coppe | Altre coppe | Totale | Totale | Totale |
| Stagione                | Squadra                 | Comp                    | Pres       | Reti       | Comp            | Pres            | Reti            | Comp               | Pres               | Reti               | Comp        | Pres        | Reti        | Pres   | Reti   |        |
| ----------------------- | ----------------------- | ----------------------- | ---------- | ---------- | --------------- | --------------- | --------------- | ------------------ | ------------------ | ------------------ | ----------- | ----------- | ----------- | ------ | ------ | ------ |
| 2018                    | Athl. Paranaense        | A1/PR+A                 | 4+0        | 0          | CB              | 0               | 0               | -                  | -                  | -                  | -           | -           | -           | 4      | 0      |        |
| 2019                    | Athl. Paranaense        | A1/PR+A                 | 9+16       | 2+2        | CB              | 4               | 0               | CL                 | 2                  | 0                  | RSA         | 0           | 0           | 31     | 4      |        |
| 2020                    | Athl. Paranaense        | A1/PR+A                 | 7+13       | 0+4        | CB              | 0               | 0               | CL                 | 1                  | 0                  | SB          | 0           | 0           | 21     | 4      |        |
| 2021                    | Athl. Paranaense        | A1/PR+A                 | 3+12       | 2+2        | CB              | 4               | 1               | CS                 | 9                  | 4                  | -           | -           | -           | 28     | 9      |        |
| 2021-2022               | Dinamo Kiev             | PL                      | 8          | 3          | KU              | 1               | 0               | UCL                | 3                  | 0                  | SU          | 1           | 0           | 13     | 3      |        |
| 2022                    | Athl. Paranaense        | A                       | 25         | 2          | CB              | 2               | 0               | CL                 | 8                  | 0                  | -           | -           | -           | 35     | 2      |        |
| 2023                    | Athl. Paranaense        | A1/PR                   | 5          | 0          | -               | -               | -               | -                  | -                  | -                  | -           | -           | -           | 5      | 0      |        |
| Totale Athl. Paranaense | Totale Athl. Paranaense | Totale Athl. Paranaense | 28+66      | 4+10       |                 | 10              | 1               |                    | 20                 | 4                  |             | 0           | 0           | 124    | 19     |        |
| 2023                    | RB Bragantino           | A1/SP+A                 | 2+33       | 0+2        | CB              | 0               | 0               | CS                 | 6                  | 0                  | -           | -           | -           | 41     | 2      |        |
| 2024                    | RB Bragantino           | A1/SP+A                 | 11+33      | 1+3        | CB              | 3               | 0               | CL+CS              | 3+8                | 0+1                | -           | -           | -           | 58     | 5      |        |
| Totale RB Bragantino    | Totale RB Bragantino    | Totale RB Bragantino    | 13+66      | 1+5        |                 | 3               | 0               |                    | 17                 | 1                  |             | -           | -           | 99     | 7      |        |
| 2025                    | Internacional           | PD/RS+A                 | 12+8       | 5+0        | CB              | 1               | 0               | CL                 | 4                  | 1                  | -           | -           | -           | 25     | 6      |        |
| Totale carriera         | Totale carriera         | Totale carriera         | 201        | 28         |                 | 15              | 1               |                    | 44                 | 6                  |             | 1           | 0           | 261    | 35     |        |

## Palmarès

### Club

#### Competizioni statali
- Campionato Paranaense: 2

Athl. Paranaense: 2019, 2020
- Campionato Gaúcho: 1

Internacional: 2025